# Bamses Venner

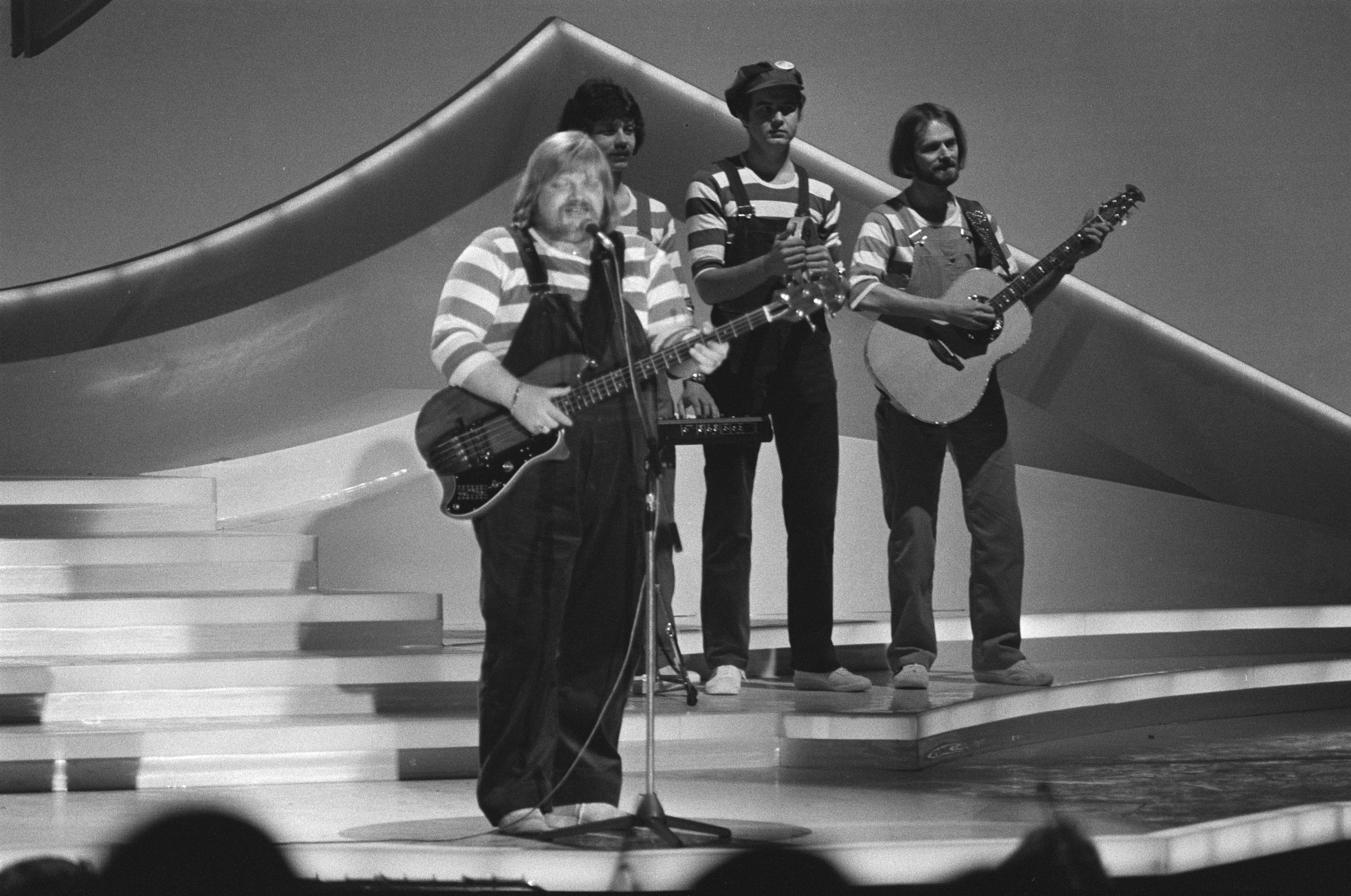
Bamses Venner tijdens repetities voor het Eurovisiesongfestival 1980

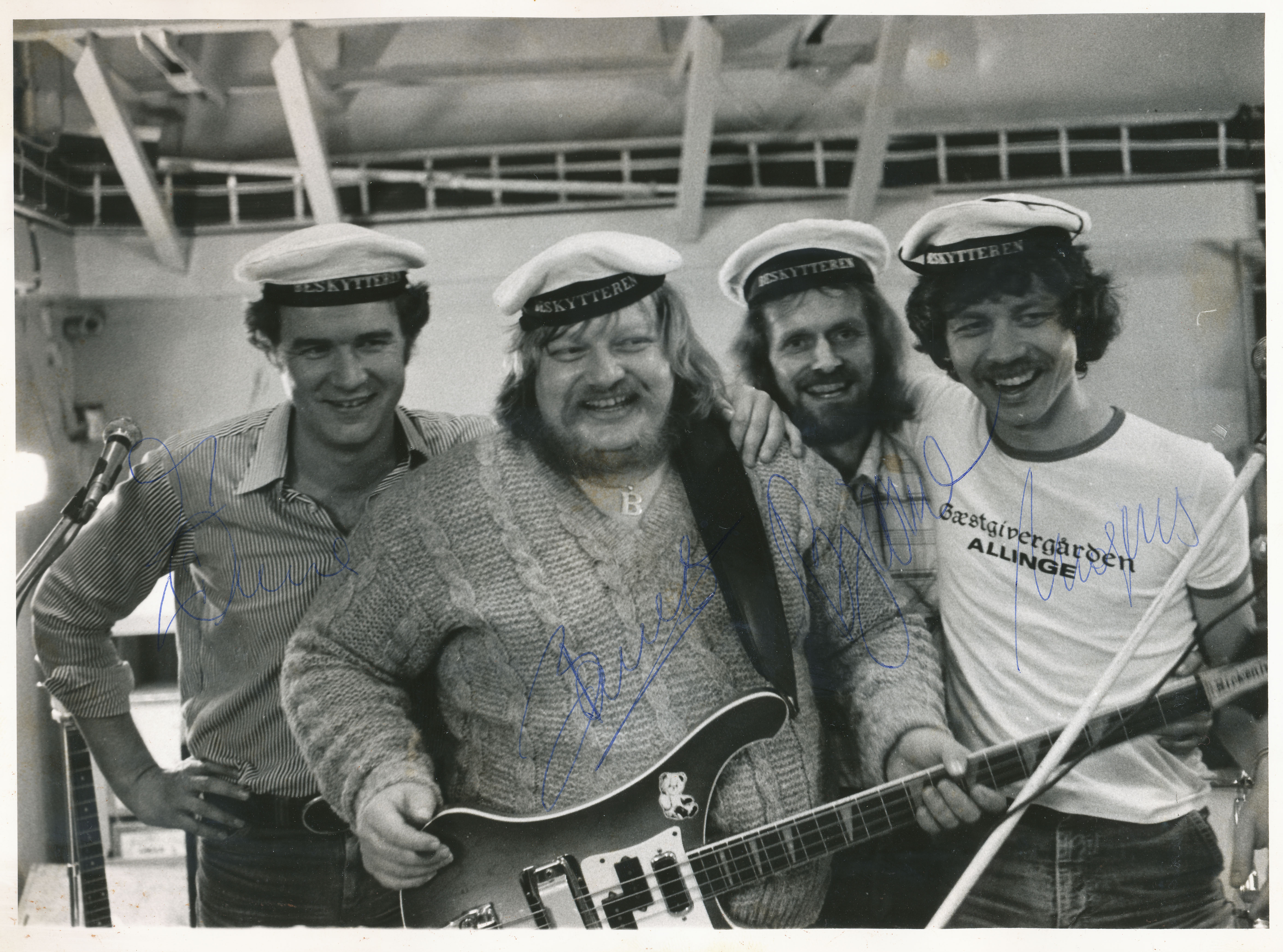
Bamses Venner, 1979

Bamses Venner is een Deense band die actief is sinds 1973. Ze zingen in het Deens.
Ze wonnen in 1980 de Dansk Melodi Grand Prix met het lied Tænker altid på dig en mochten dus Denemarken vertegenwoordigen op het Eurovisiesongfestival in Den Haag. Ze werden 14e. 
De groepsleden in 1980 waren Flemming "Bamse" Jørgensen (zang), Mogens Balle (piano/orgel), Bjarne Green (gitaar) en Arne Østergaard (drum). Daarnaast bracht Bamse ook regelmatig solo-albums uit.
In 2004 bestond de groep uit "Bamse" (zang), Peter Bødker (piano/orgel/gitaar), Frank Thøgersen (drum), Torben Fausø (keyboard) en Jes Kerstein (gitaar). Op 1 januari 2011 overleed zanger "Bamse".

## Discografie
- Bamses Venner (1975)
- Mælk og vin (1976)
- Sutsko! (1977)
- B & V (1978)
- Sådan set (1980)
- Spor 8 (1981)
- Har du lyst (1983)
- Op og ned (1985)
- Rockcreme (1986)
- En helt almindelig mand (1989)
- 16 (1990)
- Lyseblå dage (1991)
- Forår (1992)
- Vidt omkring (1993)
- Drenge (1996)
- Mig og mine Venner (1998)
- Brødrene Mortensens jul (1998)
- For altid (2000)
- Rolig nu (2002)
- 30 af de bedst (2003)
- Kysser dem vi holder a' (2006)

### Solo-albums van Bamse
- Zie hiervoor de discografie bij Flemming Jørgensen

1957: Birthe Wilke & Gustav Winckler · 
1958: Raquel Rastenni · 
1959: Birthe Wilke · 
1960: Katy Bødtger · 
1961: Dario Campeotto · 
1962: Ellen Winther · 
1963: Grethe & Jørgen Ingmann · 
1964: Bjørn Tidmand · 
1965: Birgit Brüel · 
1966: Ulla Pia · 
1978: Mabel · 
1979: Tommy Seebach · 
1980: Bamses Venner · 
1981: Tommy Seebach & Debbie Cameron · 
1982: Brixx · 
1983: Gry Johansen · 
1984: Hot Eyes · 
1985: Hot Eyes · 
1986: Trax · 
1987: Anne Cathrine Herdorf & Bandjo · 
1988: Hot Eyes · 
1989: Birthe Kjær · 
1990: Lonnie Devantier · 
1991: Anders Frandsen · 
1992: Lotte Nilsson & Kenny Lübcke · 
1993: Tommy Seebach Band · 
1995: Aud Wilken · 
1997: Kølig Kaj · 
1999: Michael Teschl & Trine Jepsen · 
2000: Olsen Brothers · 
2001: Rollo & King · 
2002: Malene · 
2004: Tomas Thordarson · 
2005: Jakob Sveistrup · 
2006: Sidsel Ben Semmane · 
2007: DQ · 
2008: Simon Mathew · 
2009: Niels Brinck · 
2010: Chanée & N'evergreen · 
2011: A Friend in London · 
2012: Soluna Samay · 
2013: Emmelie de Forest · 
2014: Basim · 
2015: Anti Social Media · 
2016: Lighthouse X · 
2017: Anja Nissen · 
2018: Rasmussen · 
2019: Leonora · 
2021: Fyr & Flamme · 
2022: REDDI · 
2023: Reiley · 
2024: Saba · 
2025: Sissal